# Aula Palatina
Aula Palatina je starořímská palácová bazilika a raně křesťanská stavba postavená mezi lety 300 a 310 za vlády císaře Constantia Chloruse a Konstantina Velikého v Trevíru, v dnešním Německu. Bazilika je největším vnitřním prostorem, který se dochoval z antického období. Je postavena z pevných pálených cihel. Loď baziliky má délku 67 metrů, šířku 26,05 metru a výšku 33 metrů. Celá loď baziliky je bez podpěrných sloupů s podlahou z černobílého mramoru, která byla vybavena podlahovým a stěnovým topným systémem (hypokaustem). Martin z Tours se zde v roce 384 setkal s císařem Magnusem Maximem. Během středověku sloužila Aula jako rezidence biskupa z Trevíru. Za tímto účelem byla apsida přestavěna na obytné místnosti. V 17. století ji arcibiskup Lothar von Metternich začlenil do svého paláce. V 19. století ji pruský král Fridrich Vilém IV. nechal obnovit do původního stavu, pod dohledem architekta Carla Schnitzlera. V roce 1856 se z ní stala protestantská svatyně. V roce 1944 Aula Palatina vyhořela během spojeneckého náletu. Po válce byla opravena, ale bez vnitřních dekorací a omítky z 19. století, takže i zevnitř je vidět cihlovou strukturu. Dnes je Aula využívána jako kostel Evangelické církve v Porýní. V roce 2014 byly do baziliky instalovány nové varhany s více než 6 000 píšťalami. V roce 1986 byla Aula Palatina zapsána na seznam Světového dědictví UNESCO jako součást položky: Římské památky, katedrála svatého Petra a kostel Panny Marie v Trevíru.